# Radiação Hawking

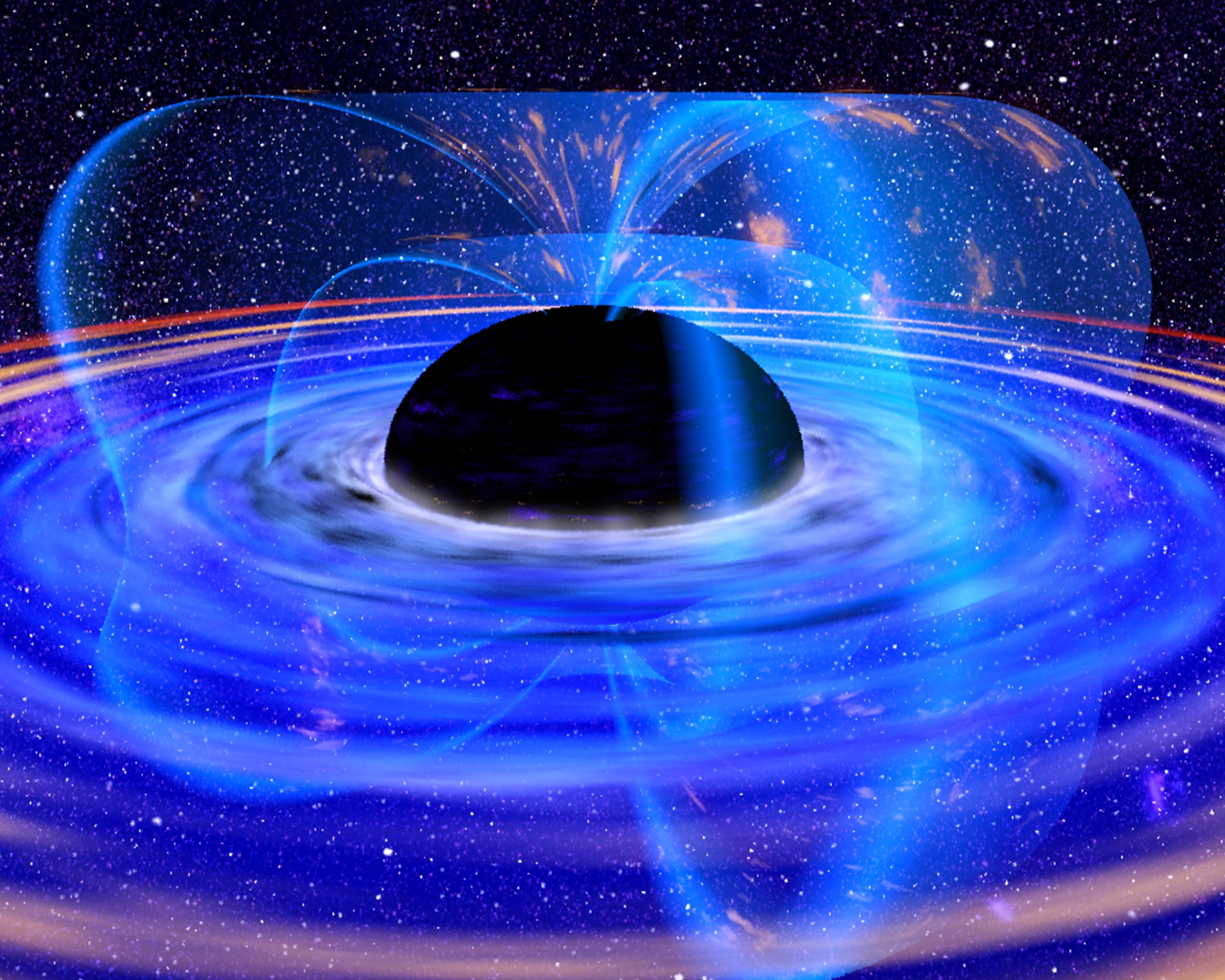
Representação artistica de um buraco negro.

Radiação Hawking é, em física, a radiação térmica que se acredita ser emitida por buracos negros devido a efeitos quânticos. Ela leva o nome do cientista inglês Stephen Hawking, que elaborou os argumentos teóricos de sua existência em 1974. Como a radiação Hawking permite aos buracos negros perder massa, supõe-se que os buracos negros que perdem mais matéria do que ganham por outros meios, venham a evaporar, encolher, e finalmente desaparecer com uma grande explosão final.
Buracos negros são locais de grande atração gravitacional em torno do qual  matéria é arrastada. Classicamente, a gravidade é tão forte que nada, nem sequer radiação (como é o caso da luz, onda eletromagnética) pode escapar de um buraco negro. Ainda não se sabe como a gravidade pode ser incorporada à mecânica quântica, no entanto, longe do buraco negro, seus efeitos gravitacionais podem ser fracos o suficiente para que possam ser realizados confiáveis cálculos no âmbito da teoria quântica de campo em curvas de espaço-tempo. 
Hawking mostrou que efeitos quânticos permitem aos buracos negros emitir radiações exatamente como um corpo negro (a média da radiação térmica emitida por uma fonte idealizada), cuja temperatura está inversamente relacionada à massa do buraco negro.
De acordo com a teoria, os miniburacos negros emitem, proporcionalmente, mais radiação do que os buracos negros maiores e, por isso, tendem a encolher e evaporar mais rapidamente.
A descoberta de Hawking foi o primeiro vislumbre convincente sobre a gravidade quântica. Entretanto, a existência da radiação Hawking continua controversa por não ter um embasamento empírico.

## Formas e ordens de grandeza
Um famoso cálculo que deu origem ao que é chamado de termodinâmica de buracos negros foi usado para mostrar que podemos expressar a massa M de um buraco negro em função do seu tamanho (na verdade, a superfície em função do seu horizonte A) e de outros parâmetros macroscópicos que o caracterizam, ou seja, para um buraco negro de tipo astrofísico, a sua carga elétrica Q e seu momento cinético L. Há, portanto, uma função da forma:
{\displaystyle M=M(A,Q,L)}.
A quantidade {\displaystyle \partial M/\partial A} pode ser escrita na forma:
{\displaystyle {\frac {\partial M}{\partial A}}={\frac {1}{8\pi }}{\frac {1}{G}}\kappa }
onde G é constante de Newton e κ é uma quantidade chamada de superfície gravidade do buraco negro, que determina quão rápido o campo gravitacional de um buraco negro aumenta à medida que seu horizonte se aproxima. Os cálculos de Hawking sobre a evaporação de buracos negros indicam que a temperatura T que pode ser associada é dada por: 
{\displaystyle T={\frac {1}{k_{\mathrm {B} }}}{\frac {\hbar \kappa }{2\pi c}}}
onde {\displaystyle k_{\mathrm {B} }\!} é a constante de Boltzmann, c é a velocidade da luz, e {\displaystyle {\hbar \kappa }} a constante de Planck reduzida. Esta temperatura é chamada temperatura Hawking. Isto justifica todos os cálculos sobre a termodinâmica dos buracos negros: a diferença de massa em função da área de outras quantidades identificadas com a fórmula do primeiro princípio da termodinâmica, 
{\displaystyle \mathrm {d} U=T\mathrm {d} S+\dots },
onde a energia interna U é substituída em caso de buracos negros por sua massa (que representa o total de energia) e entropia S é, de acordo com os cálculos da termodinâmica de buracos negros, proporcional à superfície. Para fazer com que toda a termodinâmica dos buracos negros seja coerente, é exigida a prova de que os buracos negros podem ter uma temperatura proporcional à gravidade da superfície, que foi realizada por Hawking.
Konoplya, Zinhailo e Stuchlík inventam uma fórmula para calcular a radiação de Hawking no horizonte de eventos de um buraco negro, que permite aos físicos determinar como essa radiação seria alterada com correções quânticas da teoria da gravidade de Einstein.

## A radiação
Esta radiação foi prevista a partir de considerações teóricas tanto da teoria da Relatividade Geral quanto da Termodinâmica Clássica. A linha de raciocínio original foi traçada por um cientista israelense chamado Jacob Bekenstein, que tinha sugerido que os buracos negros poderiam ter uma entropia bem definida, o que, por sua vez, sugeriria que eles teriam também uma temperatura igualmente bem definida. Por mérito desta previsão, a radiação de Hawking é, às vezes, chamada de radiação de Bekestein-Hawking.  
Isso, obviamente, leva à suposição que os buracos negros poderiam emitir radiação: em primeira aproximação, a potência emitida dada pela lei de Stefan-Boltzmann e os detalhes da distribuição espectral dados pela lei de Wien, assumindo um comportamento de corpo negro.
O que Stephen Hawking fez foi, depois de relutar um pouco em aceitar esse conceito, tentar descobrir como um buraco negro poderia emitir radiação. 
Uma das consequências do Princípio da Incerteza de Heisenberg são as flutuações quânticas de vácuo. Estas consistem na produção, durante brevíssimos instantes, de pares de partículas e antipartículas  a partir do vácuo. Tais pares se desintegram rapidamente entre si, anulando a energia necessária para sua formação, contribuindo assim para a energia do ponto zero. 
No entanto, no limite da fronteira geométrica chamada horizonte de eventos, a probabilidade de que um dos  membros do par se forme no interior, e o outro no exterior não é nula, portanto,  um dos componentes do par poderia escapar do buraco negro. Este fenômeno tem por resultante uma emissão efetiva de radiação por parte do buraco negro, e a sua consequente diminuição de massa. 
Tais partículas geralmente somem no espaço tão logo são formadas, de modo extremamente rápido. Entretanto, o que Hawking postulou foi de que no horizonte de eventos, a antipartícula cai para o buraco negro, por apresentar energia negativa e a partícula sai, por apresentar energia positiva. Essas que conseguem sair constituem a chamada radiação de Hawking.
Cabe mencionar que a diminuição de massa do buraco negro por radiação de Hawking seria unicamente perceptível em escalas de tempo compatíveis com a idade do Universo, e somente para os buracos negros de tamanho microscópico remanescentes, talvez, da época imediatamente posterior ao Big Bang.

## Conclusão
Uma compreensão básica do processo pode ser conseguida ao se imaginar que a radiação do par partícula-antipartícula é emitida  na superfície do horizonte de eventos. Esta radiação não vem diretamente do buraco negro em si, mas, antes, é o resultado de partículas virtuais sendo  "induzidas" pela gravidade do buraco negro a se tornar reais. 
Numa visão mais precisa, mas ainda muito simplificada do processo, flutuações quânticas de vácuo causam um par de partícula-antipartícula a aparecer próximo ao horizonte de eventos de um buraco negro. Uma do par cai no buraco negro, enquanto a outra escapa. A fim de preservar o total de energia, a partícula que caiu no buraco negro assume uma energia negativa (em relação a um observador fora do buraco negro). Através deste processo o buraco negro perde massa, bem como, a um observador externo, parece que o buraco negro acaba de emitir uma partícula. 
Uma diferença importante entre a radiação de buraco negro como calculada por Hawking e a radiação térmica emitida a partir de um corpo negro é que, esta última é de natureza estatística, e só a sua média convém  ao que é conhecido como a Lei de Planck da Radiação , enquanto a primeira satisfaz esta lei exatamente. Assim, a radiação térmica contém informações sobre o corpo que a emitiu, enquanto a radiação Hawking parece não conter esse tipo de informação, e depende apenas de massa, momentum angular e carga do buraco negro. Isto leva ao Paradoxo da informação em buracos negros. 
No entanto, de acordo com a Teoria de gauge (gauge-gravity duality), também conhecida como correspondência AdS/CFT, buracos negros, em certos casos (e talvez no geral) são equivalentes às soluções da Teoria quântica de campos em uma temperatura diferente de zero. Isso significa que nenhuma perda de informação é esperada em buracos negros (uma vez que não existe essa perda na teoria quântica de campo), e a radiação emitida por um buraco negro é provavelmente uma radiação térmica comum. Se isso for correto, então os cálculos originais de Hawking  devem ser corrigidos, embora não se saiba como (ver exemplos abaixo). 
Exemplos:
1. Um buraco negro de 1 massa solar (1,9891 x 1030 kg) tem uma temperatura de apenas 60 nanokelvin; nesse caso, tal buraco negro iria absorver muito mais radiação cósmica de fundo do que emite.
2. Um buraco negro de 4,5 x 1022 kg (aproximadamente da massa da Lua), estaria em equilíbrio a 2,7 kelvins, absorvendo tanta radiação quanto emite.
3. O ainda menor Buraco negro primordial emitiria mais energia (térmica) do que absorve, e assim perderia massa.